# Quách Đình Bảo
Quách Đình Bảo (1434–1508) là một chính trị gia thời vua Lê Thánh Tông. Theo Lịch triều hiến chương loại chí, ông là một trong 18 vị quan phò tá có công lao và tài đức nhà Lê sơ. Ông cũng là một thành viên của Tao đàn nhị thập bát tú, do vua Lê Thánh Tông sáng lập.

## Tiểu sử
Ông quê ở xã Thái Phúc, huyện Thái Thụy, tỉnh Thái Bình. Theo gia phả họ Quách (Nam Châu đồng phả, bản gốc tiếng Hán) ông sinh trưởng trong gia đình thư lại ở địa phương. Thuở nhỏ, ông cùng các em nổi tiếng chăm học (người em út là Quách Hữu Nghiêm sau cũng đỗ Hoàng giáp năm 1466). Tháng năm Quý Mùi (1463), ông đi thi Hội và đỗ Hội nguyên, cùng đỗ với Lương Thế Vinh và 42 người khác. Ngày 16 tháng 2 (tức 5 tháng 3 năm 1463), ông dự thi Đình. Khi truyền lô ngày 22 (tức 11 tháng 3), Lương Thế Vinh đỗ Trạng nguyên, Nguyễn Đức Trinh đỗ Bảng nhãn, còn ông đỗ Thám hoa.
Sau khi đỗ Thám hoa, ông ra làm quan với chức Trực học sĩ trong viện Hàn lâm. Thời đại của ông là đời vua Lê Thánh Tông, một minh quân hàng bậc nhất trong lịch sử các triều đại phong kiến Việt Nam, người hết sức quý trọng nhân tài. Do đó, cùng với Lương Thế Vinh, và nhiều nhân tài khác được vua trọng dụng, Quách Đình Bảo đã đem hết tài năng và sức lực ra cống hiến cho vương triều nhà Lê. Năm Canh Dần (1470), niên hiệu Hồng Đức thứ nhất, Quách Đình Bảo được cử đi sứ nhà Minh, cùng với Nguyễn Đình Mỹ, bàn về việc Chiêm Thành. Sau khi đi sứ thành công, về nước năm Tân Mão (1471), ông được thăng Đông các hiệu thư, phó Đô ngự sử kiêm Tả xuân phường, Tả trung doãn (phẩm trật thuộc hàng chánh tam phẩm, có nhiệm vụ chỉ bảo Thái tử học hành). Năm 1483 vua Lê Thánh Tông thăng ông lên chức Thượng thư bộ Lễ kiêm Tả xuân phường, Tả trung doãn. Trên cương vị thượng thư bộ Lễ, là bộ cai quản trực tiếp việc khoa cử, lựa chọn nhân tài, năm 1485 ông đã trình tấu khởi xướng việc phân loại lại và định danh các tiến sĩ đỗ các khoa thi nho học nhà Hậu Lê trước đó cho phù hợp với quy định năm 1472 của vua Lê Thánh Tông. Ngoài việc được giao phụ trách chính xây dựng bia tiến sĩ thì ông cùng Thân Nhân Trung và các danh thần khác soạn lời cho các bia tiến sĩ (năm 1484 vua Lê Thánh Tông mới khởi sự lập bia tiến sĩ, bia đầu tiên là bia tiến sĩ năm 1442). Do làm việc ngay thẳng công bằng, năm 1485, ông được đổi sang làm Thượng thư bộ Hình. Năm 1494, vua Lê Thánh Tông lập ra Tao đàn, tập hợp 28 vì sao sáng trên bầu trời thơ văn Đại Việt lúc đó như: Lê Thánh Tông, Thân Nhân Trung, Đỗ Nhuận, Quách Đình Bảo, Quách Hữu Nghiêm, Lương Thế Vinh, Lê Hoằng Dục, Nguyễn Đình Mỹ... cho ra đời nhiều tập thơ: Hồng Đức quốc âm thi tập, Quỳnh uyển cửu ca, Cổ tâm bách vịnh, Xuân văn thi tập... thì ông là một thành viên tích cực của Tao đàn.
Năm 1484, Lê Thánh Tông sai ông ghi chép họ tên thứ bậc các tiến sĩ từ khoa Nhâm Tuất Đại Bảo năm thứ 3 (1442) triều Lê Thái Tông đến khoa Giáp Thìn Hồng Đức năm thứ 15 (1484), tổng cộng 10 khoa, để bộ Công khởi công dựng bia Tiến sĩ. Nhân đây, Quách Đình Bảo xin đổi Trạng nguyên, Bảng nhãn, Thám hoa thành Tiến sĩ cập đệ; Chánh bảng thành Tiến sĩ xuất thân; Phụ bảng thành đồng Tiến sĩ xuất thân.
Quách Đình Bảo là anh cả và Quách Hữu Nghiêm là em út trong một gia đình có bốn anh em trai đều học hành đỗ đạt. Cả hai ông đều đỗ tiến sĩ, đều là quan đại thần đời vua Lê Thánh Tông, đều giữ chức Thượng thư, đều giữ chức Đô ngự sử, đều đi sứ nhà Minh, đều tham gia Hàn lâm viện, là quan đề điệu (Chánh chủ khảo) trong các cuộc thi đình tại Quốc Tử Giám và đều phò Vua, tham gia trực tiếp đi đánh trận mở mang bờ cõi sang phía nam và phía tây. Cả hai ông đều đã có những đóng góp lớn trong các hoạt động chính trị, ngoại giao, giáo dục, thơ văn và quân sự thời bấy giờ, một thời được công nhận là thịnh vượng nhất trong lịch sử phong kiến Việt Nam, một thời Vua sáng gặp tôi hiền.
Ông mất ngày mùng 1 tháng 7 năm Mậu Thìn (1508), thọ 74 tuổi. Khu lăng mộ của ông rộng 3 sào đất, được giữ nguyên làm di tích ở Thái Phúc.
Dân làng Vân Tiến, xã Yên Tiến, huyện Ý Yên, Nam Định, là nơi ông Bảo dẫn 4 ông họ Nguyễn về mở ấp, lập đền thờ ông như thành hoàng làng từ 500 năm nay (mặc dù ở làng này không có ai họ Quách). Hiện nay đường phố tại Thành phố Hồ Chí Minh và Thái Bình mang tên ông.

## Các tác phẩm
- Tập thơ Anh hoa hiếu trị, năm 1468.

Các bộ sử có công sức đóng góp của ông, gồm:
- Thiên nam dư hạ tập, năm 1483, là bộ sách gồm 100 quyển, ghi chép mọi chế độ, luật lệ, văn thư, điển lễ, cáo sắc của Việt Nam từ các triều đại phong kiến trước đó cho đến nhà Hậu Lê.
- Thân chinh ký sự, năm 1483, biên soạn cùng Thân Nhân Trung, Đỗ Nhuận, Đào Cử và Đàm Văn Lễ.